# Stéphane Morin (hockey sur glace)
Pour les articles homonymes, voir Stéphane Morin et Morin.
Stéphane Morin (né le 27 mars 1969 à Montréal, Québec au Canada - mort le 6 octobre 1998 à Oberhausen en Allemagne) est un joueur professionnel canadien de hockey sur glace.

## Carrière en club
Il joue en junior dans la Ligue de hockey junior majeur du Québec. Grâce à sa production de 186 points lors de la saison 1988-89 avec les Saguenéens de Chicoutimi, Morin est repêché par les Nordiques de Québec. Sa carrière professionnelle est ponctuée de nombreux rappels dans la Ligue nationale de hockey tant par les Nordiques que par les Canucks de Vancouver. Il joue donc en majorité dans les ligues mineures comme la Ligue américaine de hockey et la Ligue internationale de hockey. Il joue aussi deux parties avec les Dinosaures de Sorel de la Ligue de hockey semi-professionnel du Québec.
Stéphane Morin signe ensuite un contrat professionnel avec les Capitals de Berlin de la Deutsche Eishockey-Liga en Allemagne. Il meurt brusquement lors d'une partie entre Berlin et les Revier Löwen, après un changement de ligne ; il s'écroule sur le banc des Capitals, souffrant d'une crise cardiaque.

## Statistiques
| Saison     | Équipe                         | Ligue      |    | Saison régulière | Saison régulière | Saison régulière | Saison régulière | Saison régulière |   | Séries éliminatoires | Séries éliminatoires | Séries éliminatoires | Séries éliminatoires | Séries éliminatoires |
| Saison     | Équipe                         | Ligue      | PJ | B                | A                | Pts              | Pun              | PJ               | B | A                    | Pts                  | Pun                  |                      |                      |
| 1984-1985  | Canadiens de Montréal-Bourassa | QAAA       | 41 | 16               | 22               | 38               | 12               | 10               | 5 | 13                   | 18                   | 10                   |                      |                      |
| 1985-1986  | Canadiens de Montréal-Bourassa | QAAA       | 42 | 26               | 37               | 63               |                  | -                | - | -                    | -                    | -                    |                      |                      |
| 1986-1987  | Cataractes de Shawinigan       | LHJMQ      | 65 | 9                | 14               | 23               | 28               | 14               | 1 | 3                    | 4                    | 27                   |                      |                      |
| 1987-1988  | Saguenéens de Chicoutimi       | LHJMQ      | 68 | 38               | 45               | 83               | 18               | 6                | 3 | 8                    | 11                   | 2                    |                      |                      |
| 1988-1989  | Saguenéens de Chicoutimi       | LHJMQ      | 70 | 77               | 109              | 186              | 71               | -                | - | -                    | -                    | -                    |                      |                      |
| 1989-1990  | Citadels d'Halifax             | LAH        | 65 | 28               | 32               | 60               | 60               | 6                | 3 | 4                    | 7                    | 6                    |                      |                      |
| 1989-1990  | Nordiques de Québec            | LNH        | 6  | 0                | 2                | 2                | 2                | -                | - | -                    | -                    | -                    |                      |                      |
| 1990-1991  | Citadels d'Halifax             | LAH        | 17 | 8                | 14               | 22               | 18               | -                | - | -                    | -                    | -                    |                      |                      |
| 1990-1991  | Nordiques de Québec            | LNH        | 48 | 13               | 27               | 40               | 30               | -                | - | -                    | -                    | -                    |                      |                      |
| 1991-1992  | Citadels d'Halifax             | LAH        | 30 | 17               | 13               | 30               | 29               | -                | - | -                    | -                    | -                    |                      |                      |
| 1991-1992  | Nordiques de Québec            | LNH        | 30 | 2                | 8                | 10               | 14               | -                | - | -                    | -                    | -                    |                      |                      |
| 1992-1993  | Canucks de Hamilton            | LAH        | 70 | 31               | 54               | 85               | 49               | -                | - | -                    | -                    | -                    |                      |                      |
| 1992-1993  | Canucks de Vancouver           | LNH        | 1  | 0                | 1                | 1                | 0                | -                | - | -                    | -                    | -                    |                      |                      |
| 1993-1994  | Canucks de Hamilton            | LAH        | 68 | 38               | 71               | 109              | 48               | 4                | 3 | 2                    | 5                    | 4                    |                      |                      |
| 1993-1994  | Canucks de Vancouver           | LNH        | 5  | 1                | 1                | 2                | 6                | -                | - | -                    | -                    | -                    |                      |                      |
| 1994-1995  | Moose du Manitoba              | LIH        | 81 | 33               | 81               | 114              | 53               | 2                | 0 | 1                    | 1                    | 0                    |                      |                      |
| 1995-1996  | Moose du Manitoba              | LIH        | 80 | 27               | 51               | 78               | 75               | -                | - | -                    | -                    | -                    |                      |                      |
| 1996-1997  | Moose du Manitoba              | LIH        | 12 | 3                | 6                | 9                | 4                | -                | - | -                    | -                    | -                    |                      |                      |
| 1996-1997  | Ice Dogs de Long Beach         | LIH        | 65 | 25               | 57               | 82               | 73               | 18               | 6 | 13                   | 19                   | 14                   |                      |                      |
| 1997-1998  | Ice Dogs de Long Beach         | LIH        | 27 | 10               | 17               | 27               | 30               | 13               | 1 | 10                   | 11                   | 18                   |                      |                      |
| 1998-1999  | Dinosaures de Sorel            | LHSPQ      | 2  | 0                | 0                | 0                | 0                | -                | - | -                    | -                    | -                    |                      |                      |
| 1998-1999  | Capitals de Berlin             | DEL        | 7  | 2                | 6                | 8                | 6                | -                | - | -                    | -                    | -                    |                      |                      |
| Totaux LNH | Totaux LNH                     | Totaux LNH | 90 | 16               | 39               | 55               | 52               | -                | - | -                    | -                    | -                    |                      |                      |

### Équipes d'étoiles et trophées
- 1989 : nommé dans la 1re équipe d'étoiles de la Ligue de hockey junior majeur du Québec.
- 1989 : nommé joueur le plus utile à son équipe dans la LHJMQ.
- 1994 : nommé dans la 2e équipe d'étoiles de la Ligue américaine de hockey.
- 1995 : nommé dans la 1re équipe d'étoiles de la Ligue internationale de hockey.
- 1995 : récipiendiaire du trophée Leo-P.-Lamoureux.

### Transactions en carrière
- 5 octobre 1992, signe un contrat comme agent-libre avec les Canucks de Vancouver